# Jan Kopenec
Jan Kopenec (* 17. července 1949 Luby u Chebu) je bývalý český fotbalový útočník (levé křídlo) a trenér. Jako hráč získal v sezoně 1977/78 mistrovský titul se Zbrojovkou Brno pod vedením Josefa Masopusta.

## Život
Narodil se v Lubech u Chebu, ale od tří let žil v Brně.

## Hráčská kariéra
Odchovanec Spartaku Brno ZJŠ (od 1968 Zbrojovka Brno) už v sedmnácti letech naskočil pod vedením Karla Kolského do ligového týmu, který však na konci ročníku 1966/67 sestoupil. Po sezoně narukoval do Dukly Praha, kde pod trenérem Bohumilem Musilem pendloval mezi áčkem a béčkem, ale zahrál si i s Josefem Masopustem, pod jehož vedením později ve Zbrojovce zažil nejlepší roky v kariéře. V roce 1969 vyhrál s Duklou československý pohár, ač do finálových zápasů proti VCHZ Pardubice nezasáhl. Po vojně se vrátil do stále druholigové Zbrojovky, aby se s ní v sezoně 1970/71 vrátil zpět do nejvyšší soutěže. Byl stabilním členem základní sestavy, což se změnilo za trenéra Františka Havránka, se kterým si nepadli do oka. Nastupoval méně a proto odešel do LIAZu Jablonec, ten však na konci ročníku 1975/76 sestoupil. Druhou ligu začal ještě za Jablonec, pro ztrátu motivace však vážně přemýšlel nad návratem do Brna, konkrétně KPS Brno. V tu chvíli byl kontaktován Josefem Masopustem, který mu věřil a vyžádal si jeho návrat do Zbrojovky přes nesouhlas některých funkcionářů oddílu. Byla z toho nejvydařenější Kopencova prvoligová sezona, v níž nastřílel jako levé křídlo 8 gólů ve 30 utkáních a výrazně se tak podílel na mistrovském titulu. V roce 1980 znamenal odchod Masopusta i konec jeho působení v Brně. Poté hrál ještě druhou ligu za Válcovny plechu Frýdek-Místek, dál pokračoval v nižších soutěžích (TJ JZD Slušovice, TJ Spartak ČKD Blansko a TJ Sokol Domašov).

### Reprezentace
Odehrál 2 zápasy za reprezentační B-mužstvo Československa, jeden zápas za reprezentaci do 23 let a za dorosteneckou reprezentaci si připsal 9 startů, v nichž vstřelil 2 góly.

### Evropské poháry
V evropských pohárech nastoupil osmkrát – 3 zápasy v Poháru mistrů evropských zemí v sezóně 1978/79 a 5 zápasů (1 gól) v Poháru UEFA v sezóně 1979/80.

### Ligová bilance
V nejvyšší československé soutěži odehrál 207 utkání a dal 26 gólů (Zbrojovka Brno 172/23, LIAZ Jablonec 30/2, Dukla Praha 5/1).
| Ročník                                   | Zápasy | Góly | Minuty | Klub             |
| ---------------------------------------- | ------ | ---- | ------ | ---------------- |
| 1. československá fotbalová liga 1966/67 | 4      | 0    | 360    | Spartak ZJŠ Brno |
| 1. československá fotbalová liga 1967/68 | 3      | 0    | 126    | Dukla Praha      |
| 1. československá fotbalová liga 1968/69 | 2      | 1    | 180    | Dukla Praha      |
| 1. československá fotbalová liga 1971/72 | 26     | 5    | 2 024  | Zbrojovka Brno   |
| 1. československá fotbalová liga 1972/73 | 24     | 6    | 1 639  | Zbrojovka Brno   |
| 1. československá fotbalová liga 1973/74 | 15     | 0    | 572    | Zbrojovka Brno   |
| 1. československá fotbalová liga 1974/75 | 18     | 0    | 857    | Zbrojovka Brno   |
| 1. československá fotbalová liga 1975/76 | 30     | 2    | 2 624  | LIAZ Jablonec    |
| 1. československá fotbalová liga 1977/78 | 30     | 8    | 2 501  | Zbrojovka Brno   |
| 1. československá fotbalová liga 1978/79 | 26     | 2    | 1 720  | Zbrojovka Brno   |
| 1. československá fotbalová liga 1979/80 | 29     | 2    | 2 038  | Zbrojovka Brno   |
| 1. LIGA CELKEM                           | 207    | 26   | 14 641 |                  |

## Trenérská činnost
Trénování se věnoval v nižších soutěžích, vedl např. kohoutovický Tatran, Dynamo Cvrčovice a FC Svratka Brno.